# Contea di Mitchell (Australia)
La contea di Mitchell è una local government area che si trova nello Stato di Victoria. Si estende su una superficie di 2 862 km² e ha una popolazione di 34 637 abitanti. La sede del consiglio si trova a Broadford.